# Büyükdere, Hasankeyf
Büyükdere là một xã thuộc huyện Hasankeyf, tỉnh Batman, Thổ Nhĩ Kỳ. Dân số thời điểm năm 2011 là 223 người.